# 田村ゆかり Love Live *Chelsea Girl*
『田村ゆかり Love ♥ Live *Chelsea Girl*』（タムラユカリ ラブ ライブ チェルシーガール）とは、田村ゆかりの通算4作目となる全編がライブ映像である作品（通算6作目の映像作品）。2008年7月23日にキングレコードより発売された。

## 概要
2008年3月28日に日本武道館で行われ、1万4000人を動員したライブの模様をほぼ完全収録されている。
日本武道館でのライブ公演は、声優では史上3人目である。田村ゆかりにとっても、武道館は初めてである。

## 参加ミュージシャン
- ボーカル・パフォーマンス
  - 田村ゆかり

## ナレーション
- にしおかすみこ

## 収録内容

### Disc1
-Prologue-
チェルシーガール
惑星のランデブー
Fortune of Love
MC 1
片想いルーレット
デイジーブルー
Lovely Magic
恋は波のように
上弦の月
MC 2
未来パラソル
Petite lumière
星空のSpica
MC 3
Beautiful Amulet
Sand Mark
Swing Heart
mon chéri
お気に召すまま

### Disc2
童話迷宮
MC 4
めろ〜んのテーマ 〜ゆかり王国国歌〜
candy smile
恋せよ女の子
Happy Life
MC 5
Little Wish 〜first step〜
Baby's Breath
MC 6
恋するラズベリー
fancy baby doll
-Epilogue-

### 映像特典
☆りはぁさる〜ゆかりんと愉快な仲間たち〜
☆りはぁさる〜GO!GO!まさにゃん〜
☆ばっくすてぇじ〜ゆかりんのドキドキ探検隊〜